# Саломон Танденг Муна
Саломон Танденг Муна (фр. Salomon Tandeng Muna; 1912 — 22 січня 2002) — камерунський державний і політичний діяч, прем'єр-міністр Західного Камеруну від січня 1968 до червня 1972 року, віце-президент Каммеруну від 1970 до 1972 року та голова Національної асамблеї країни від 1973 до 1988 року.
Муна був активним діячем скаутського руху, він став першим африканським членом і віце-президентом Всесвітнього скаутського комітету, а до того очолював скаутську організацію Камеруну й Африки. За свою діяльність отримав «Бронзового вовка», єдину відзнаку Всесвітньої організації скаутського руху.